# Tragia perrieri
Tragia perrieri là một loài thực vật có hoa trong họ Đại kích. Loài này được Leandri miêu tả khoa học đầu tiên năm 1938 publ. 1939.